# Batterie Longues-sur-Mer

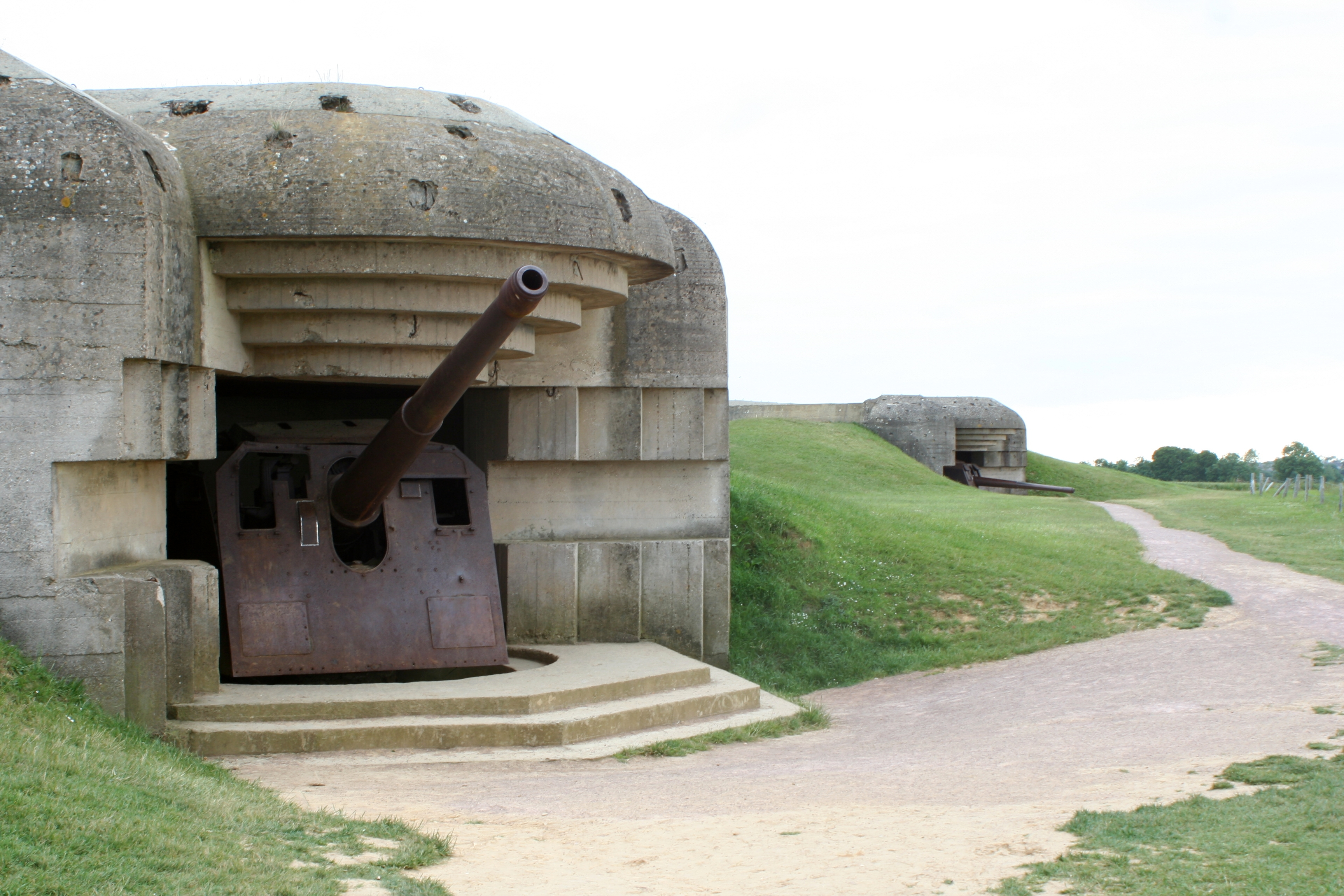
Geschützbunker der Batterie Longues-sur-Mer mit Vertiefungen im Beton, die mit Erde und Gras gefüllt waren; weiterer Geschützbunker im Hintergrund

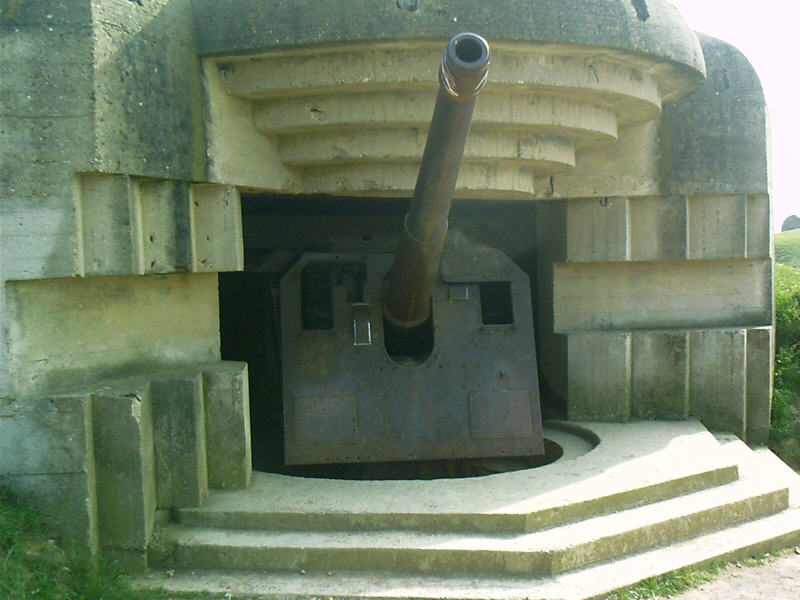
Nahaufnahme der Scharte samt 15-cm-Kanone in der Batterie Longues-sur-Mer

Die Batterie Longues-sur-Mer ist die einzige deutsche Küstenbatterie des Atlantikwalles mit noch erhaltenen Kanonen in der gesamten Normandie.

## Lage
Sie befindet sich bei dem Ort Longues-sur-Mer an der französischen Atlantikküste in der Normandie am Ärmelkanal. Vor der Invasion (Operation Overlord) am 6. Juni 1944 wurde die Batterie von den alliierten Luftstreitkräften mehrfach bombardiert, aber es wurden keine großen Schäden angerichtet. Am Invasionstag wurde die Batterie unter anderem von dem US-Schlachtschiff Arkansas sowie dem britischen Kreuzer Ajax und dem freifranzösischen Kreuzer Georges Leygues beschossen. Zudem lieferte sich die Batterie am Morgen des 6. Juni auf rund zehn Seemeilen Distanz ein kurzes Artillerieduell mit dem britischen Flugabwehrkreuzer Argonaut.
Am 6. Juni wurden von der Batterie insgesamt 170 Schüsse abgegeben, ohne dass ein Schiff der Invasionsflotte von ihr versenkt oder beschädigt wurde. Die gesamte Besatzung der Batterie (184 Mann, die Hälfte von ihnen älter als 40 Jahre) ergab sich am Morgen des 7. Juni kampflos dem 2. Bataillon des britischen Devonshire-Regiments. Die Batterie ist heute ein Museum und kann besichtigt werden. Von den Geschützbunkern gelangt man durch eine gerade Straße direkt zum Feuerleitstand an der Steilküste; in den Feldern links und rechts sind noch einige Befestigungsreste erkennbar.

## Beschaffenheit
Die Batterie besteht aus vier Geschützbunkern, die Kanonen und Bunker weisen unterschiedliche Zustände auf und sind teils zerstört. Die größten Schäden stammen von der Explosion der Munition für ein Flakgeschütz, das von den Briten auf dem Bunker Nr. 4 montiert worden war, wobei viele britische Soldaten ums Leben kamen. Die Geschützbunker liegen circa 450 m von der Küstenlinie entfernt und parallel zu dieser angeordnet, nur geringfügig in der Tiefe gestaffelt. Der Hauptzugang zu den Geschützbunkern liegt auf der landeinwärtigen Seite, gedeckt durch eine Splitterwand. Ein kurzer Gang führt von dort in den Hauptkampfraum, aus dem das Geschütz durch die Scharte seine Wirkung entfaltete. Um die Besatzung vor Splittern zu schützen, erhielten die Geschütze Schilde aus 10 mm dicken genieteten Stahlplatten. Aus dem kurzen Gang gelangt man links und rechts je in einen kleinen Raum, in dem die Munition beziehungsweise die Treibladungen gelagert waren. Aufenthaltsräume waren in separaten Personalbunkern untergebracht. Nicht alle der Bunker sind komplett aus Beton gegossen, sondern teils aus Betonsteinen gemauert.
Die Hauptbewaffnung der Batterie bestand aus vier 15-cm-TbK C/36 (TbK =Torpedobootskanone), daneben gab es zur Selbstverteidigung Maschinengewehre und Mörser, vor allem in sogenannten Tobruk-Kleinbunkern, Minenfelder und Stacheldrahtgürtel. Von diesen Anlagen sind nur wenige Reste übrig geblieben.
Direkt an der Küstenlinie gelegen befinden sich zwei sichtbare Tobruk-Kleinbunker und der ehemalige Beobachtungs- und Feuerleitbunker. Dieser ist im Film „Der längste Tag“ (1962) zu sehen, allerdings nicht in originaler Verwendung, und „dekoriert“ (2-cm-Flakvierling im Film zwischen Bunker und Steilküste). Der Feuerleitbunker und die Tobruk-Kleinbunker waren lange Zeit teils verschüttet und voll Wasser gelaufen und somit schwer begehbar. Zum Jahr 2004 (Jubiläum 60 Jahre Landung) wurden sie touristisch erschlossen.
Koordinaten: 49° 20′ 36,3″ N, 0° 41′ 41,7″ W